# Max Adler (acteur)
Pour les articles homonymes, voir Max Adler et Adler.
Max Adler, né le 17 janvier 1986, est un acteur américain, surtout connu pour son rôle de Dave Karofsky dans la série télévisée Glee.

## Jeunesse
Adler est né au sein d'une famille juive du quartier de Queens à New York. Il est l'aîné des enfants de Doug et Lisa Adler (née Kobrin),. Un an après sa naissance, sa famille déménage dans l’Arizona, à Fountain Hills puis à Scottsdale. Alder fréquente le lycée Horizon High School (en), où il devient First Chair All-State de sa chorale (c’est-à-dire qu’il en est le leader, chargé de la majorité des solos…). Après avoir obtenu son diplôme, il part pour Los Angeles et se lance dans le métier d’acteur. Adler a un jeune frère, Jake, né en 1992.

## Carrière
Après des rôles variés dans de nombreuses productions, Adler décroche un rôle secondaire récurrent dans la série télévisée Glee de la Fox. Il incarne une brute de l’équipe de foot Dave Karofsky. Le créateur de Glee Ryan Murphy est impressionné par son jeu d’acteur et veut écrire davantage avec lui. Dans l’épisode de novembre 2010 "Never Been Kissed" (titre français : Premiers Baisers), écrit pour aborder le problème de harcèlement des jeunes LGBT, Karofsky se révèle être un adolescent cachant son homosexualité,. Adler se posait de nombreuses questions sur les motivations du personnage qu’il incarne et fut très surpris par la scène où Karofsky embrasse l’objet de ses intimidations, l’élève ouvertement gay  Kurt Hummel (Chris Colfer),.
Le personnage finit par arrêter son harcèlement et se réconcilie avec Kurt mais reste au placard. Adler est salué pour sa performance dans l’épisode 14 de la saison 3, On My Way, dans lequel, après que son homosexualité est découverte, il tente de se suicider.

## Activité
Après “Never Been Kissed”, Adler est contacté par le It Gets Better Project qui tend à prévenir le suicide chez les jeunes homosexuels. Le 15 novembre 2010, il fait une vidéo pour le Projet, donnant le point de vue interne d’un jeune harceleur. « C’est être vous-même qui est génial. C’est ce qui fait de vous quelqu’un de spécial, intéressant, à qui on peut parler [et] désirable. »,
Toujours le 15 novembre 2010, Adler s’exprime au Concert Contre la Haine de la Anti-Defamation League au Kennedy Center à Washington.
Adler travaille aussi avec la Muscular Dystrophy Association pour aider à faire prendre conscience de l’hérédité des maladies musculaires,.
La mère et la grand-mère d’Adler sont mortes de Dystrophie facio-scapulo-humérale, connue aussi sous les noms de FSH ou FSHD. Il ressent le besoin d’aider la MDA à trouver des fonds afin de rendre la pareille à sa mère qui avait soutenu sa carrière d’acteur.

## Filmographie

### Cinéma
- 2011 :  Wolf Town : Ben
- 2012 : Sweet Old World : Marié #3
- 2012 : Detention of the Dead (en) : Jimmy
- 2013 : Amour et Honneur : Burns
- 2013 : 23 Blast (en) : Cameron Marshall
- 2013 : Switched : Tank
- 2014 : Believe Me : Baker
- 2015 : Saugatuck Cures (en) : Drew Callaghan
- 2016 : The Midnight Man (en) : Simmons
- 2016 : Winterball : Lui-même
- 2016 : Café Society : Walt (non crédité)
- 2016 : The Binding : David
- 2016 : Sully : Jimmy Stefanik
- 2017 : Mope : Chris
- 2018 : Fishbowl California (en) : Billy Kobrin
- 2018 : Snapshots : Joe Muller
- 2019 : Hot Water : Jarid Harper
- 2019 : Radioflash (en) : Officer Jimmy
- 2020 : Les Sept de Chicago : Officer Stan Wojohowski
- 2021 : Assaut sur l'unité 33 : Reino
- 2021 : Along Came Wanda : Bill Higgins
- 2023 : Scrambled : Ron
- 2023 : My Time's Up
- Prochainement : Good Bad Things : Gabe

### Courts métrages
- 2006 : Curt's Brain : Thompson
- 2006 : The Deported Trailor: The Spoof Trailor of the Departed : Capitaine Queeninz
- 2015 : Girls Rule : Lui-même
- 2019 : Hopper Brothers Detective Agency : Jake Hopper
- 2020 : Come Find Me : Dan
- Prochainement : Above the Desert with No Name : Michael

### Télévision

#### Téléfilms
- 2007 : Demons : Gars #2
- 2015 : Gods and Secrets
- 2019 : La blessure d'une femme : George Wright

#### Séries télévisées
- 2006 : Pepper Dennis : Type de fraternité (épisode 3)
- 2006 : What About Brian : Type de fraternité #3 (épisode 10)
- 2006 : Ghost Whisperer : Craig (saison 2, épisode 10)
- 2007 : Viva Laughlin (en) : Chuck (épisode 2)
- 2009 : Valley Peaks : Anderson LordGuthrie (saison 1, épisode 1 et saison 2, épisodes 1 et 2)
- 2009 : Cold Case : Rookie '94 (saison 6, épisode 23) - non crédité
- 2009 : Chuck : Témoin du marié (saison 2, épisode 22)
- 2009-2015 : Glee : Dave Karofsky
- 2010 : The Defenders : Robert Church (épisode 1)
- 2011 : The Glee Project : Lui-même (Juge invité/mentor)
- 2012 : Last Resort : Stern (épisode 1)
- 2013 : Les Experts : Kyle Banks (saison 14, épisode 6)
- 2014 - 2017 : Switched at Birth : Miles "Tank" Conroy (saison 3, récurrent saison 4)
- 2015 à la télévision : Blue Bloods : Andy Fisher (saison 5, épisode 15)
- 2015 : The Big Bang Theory : Zombie (saison 8, épisode 16)
- 2016 : Rizzoli & Isles : Steve Browning (saison 7, épisode 13)
- 2016 : Cooper Barrett's Guide to Surviving Life : Tommy Hench
- 2017 : Bones : Randy Stringer (saison 12, épisode 2)
- 2017 : Les Feux de l'amour : Jesse Smith (saison 1, épisodes 11178, 11179, 11181 et 11229 à 11232)
- 2017 : The Night Shift : Caporal Steven Mason (saison 4, épisode 5)
- 2018 : Esprits criminels : Assistant Chef Jimmy Mackenzie (saison 13, épisode 11)
- 2018-  2023 : Flash : Jaco Birch / Pyro (5 épisodes, saisons 4, 8 et 9)
- 2018 : Famous in Love : Derek Bagotti (saison 2, épisode 5)
- 2018 : Mom : Officer Terry Blankenship (saison 5, épisode 21)
- 2019 : Into the Dark : Officer Freer (saison 1, épisode 1)
- 2019 : Shameless : Eric (saison 9, épisode 8)
- 2019 : 9-1-1 : Sam (saison 2, épisode 15)
- 2019 : The Filth : Jake Douglas (épisode 4)
- 2020 : The Rookie : Le Flic de Los Angeles : Cisco Fane (saison 2, épisode 20)
- 2021 : NCIS : Enquêtes spéciales : Luke Stana (saison 18, épisode 10)
- 2021 : FaXtur : Jimmy (épisodes 1 à 4)
- 2021 : All Rise : Shérif Adjoint Jacobs (saison 2, épisode 11)
- 2022 : The Guardians of Justice : Samson Steel
- 2025 : S.W.A.T. : Michael Boswell (saison 8, épisode 11)

## Producteur
- 2019 : Foster Boy (en) : Exécutif
- 2019 : Hopper Brothers Detective Agency : Producteur exécutif et scénariste
- 2020 : Come Find Me
- 2020 : The Tax Collector : Co-exécutif
- 2020 : Les Sept de Chicago : Co-exécutif
- 2022 : The Guardians of Justice : Associé
- 2023 : My Time's Up : Délégué

## Jeux vidéo
- 2011 : L.A. Noire : Frank Norris